# Dendronephthya ochracea
Dendronephthya ochracea är en korallart som beskrevs av Henderson 1909. Dendronephthya ochracea ingår i släktet Dendronephthya och familjen Nephtheidae. Inga underarter finns listade i Catalogue of Life.